# Конрад III Рудий
Конрад III Рудий (бл. 1448 — 27 квітня 1488) — князь Мазовецький в 1489—1503 роках.

## Біографія
Походив з Мазовецьких П'ястів. Третій син Болеслава IV, князя варшавського, і Барбари Олельківни, доньки князя київського. Народився близько 1448 року. У 1454 році після смерті батька разом з братами Болеславом, Казимиром і Янушем став правителем Варшавського і черського князівств. Втім фактичне управління до 1462 року здійснювала їх мати разом з єпископом плоцьким Павлом Гіжицьким.
У 1462 році Конрад III разом з братами успадкував володіння померлих родичів — Земовита VI і Владислава II Плоцького — князівства Плоцьке, Візненське, міста Плонськ й Завкржу. Натомість було втрачено Белзьке і Равське князівства, а також важливе місто Гостинін (фактично центральна Мазовія), які стали частиною королівства Польського. Але Конрад III не змирився з цим намагаючись повернути ці володіння. Разом з тим долучився до Тринадцятирічної війни з Тевтонським орденом. У 1464 році відзначився при облозі Дзялдово. У 1468 або 1470 року оженився на Магдалені, доньки Станіслава Ставрота, заможного містянина Варшави.
У 1471 році внаслідок поділу володінь Конрад III отримав Черське князівство та важливий замок Лів. У 1474 році отримав від свого брата Казимира III Плоцького місто Вишогруд. 1476 року помирає його дружина. 1484 році отримав від брата Болеслава V Варшавського у володіння Закрочим.
У квітні 1488 роки після смерті свого бездітного брата Болеслава V успадкував міста Нур і Ружан. У 1489 році Конрад III Рудий отримав від свого молодшого брата Януша II місто Варшаву, а натомість поступився йому Вишогрудом. Того ж року прийняв титул князя Мазовецького.
У 1495 році після смерті брата Януш II заявив свої претензії на його володіння. Проте міста Плоцьк, Цеханув, Візна і Плоньск захопили війська короля Яна I Ольбрехт, незабаром їх приєднано до королівства Польського. Мазовецький князь встановив відносини з Тевтонським орденом і Великим князівством Московським, ворогами Польського королівства. Водночас вимушений був прибути на сейм в Пйотрокув-Трибунальський, де визнати зверхність короля Польщі та відмовитися від будь-яких прав від імені своїх синів на інші мазовецькі землі окрім Черського князівства. У 1496 або 1497 році пошлюбив доньку великого канцлера литовського Миколи Радзивілла Старого.
1501 року сенат Польського королівства ухвалив рішення позбавити Конрада III усіх володінь, проте смерть короля Яна I Ольбрахта завадила виконанню цього рішення. Помер у 1503 році, залишивши двох малолітніх синів: Станіслава і Януша, які успадкували його князівство. Регентшею була оголошена Ганна Радзивілл, вдова Конрада Рудого. Поховано в катедральному соборі Іоанна Хрестителя у Варшаві.

## Родина
1. Дружина — Магдалена, донька Станислава Ставрота
дітей не було
2. Ганна, донька Миколи Радзивілла, великого канцлера литовського
Діти:
- Софія (1497/1498 — 1543), дружина: 1) Стефана Баторія, палатина угорського; 2) Людвіга Пекрі
- Анна (бл. 1498—1557), дружина Станіслава Одровонжа, воєводи подільського
- Станіслав (1500—1524), князь варшавський, черський і мазовецький
- Януш (1502—1526), князь варшавський, черський і мазовецький

4 бастарди